# Walther OSP
De Walther OSP is een .22 Short-kaliber-pistool gefabriceerd door Walther.